# Abraham Hyacinthe Anquetil-Duperron
Abraham-Hyacinthe Anquetil Du Perron (7 de diciembre de 1731 - 17 de enero de 1805), orientalista francés hermano de Louis-Pierre Anquetil, el historiador. Nacido en París, permaneció en la India siete años (1755-1761), donde sacerdotes Parsi le enseñaron persa, y tradujeron el Avesta para él (probablemente sea mentira que haya dominado el idioma avéstico). Editó la traducción francesa de aquella traducción del persa en 1771, siendo la primera publicación impresa de textos zoroastras. Además, publicó la primera versión en francés del Qissa-i Sanjan. También publicó la traducción a latín de los Upanishads en 1801-1802.
Recibió su educación para sacerdote en París y en Utrecht, pero su gusto por los idiomas hebreo, árabe, persa, y algunos otros lenguajes orientales, causaron que cambiara de especialidad y se dedicara completamente a ellos. Su diligente asistencia a la Royal Library atrajo la atención del cuidador de manuscritos, Abbé Sallier, cuya influencia le procuró un pequeño salario como estudiante de las lenguas de oriente.